# Khairpur (stato)
Lo Stato di Khairpur fu uno stato principesco del subcontinente indiano, avente per capitale la città di Khairpur.

## Storia
La storia dello Stato di Khairpur è strettamente collegata a quella della famiglia Talpur ed al suo governo su Sind. Le origini dello Stato si fanno risalire alle dispute per la successione alla guida della famiglia, dopo l'assassinio del suo capo, Mir Bahram Khan nel 1775. La famiglia si rivoltò contro di Kalhoras di Sind, prendendo il controllo di varie parti del regno e rimpiazzandole con loro governanti di fiducia.
Mir Sohrab Khan Talpur aveva stabilito il controllo sull'alto Sind nel 1783 e pose la capitale a Burahan, rinominata Khairpur nel 1786. Estese i suoi territori su una vasta area, fornendo anche aiuti all'Hyderabad per espellere gli afghani da quella provincia nel 1823. Già dal 1811, egli divise i suoi territori in tre emirati confederati, ciascuno governato da uno dei suoi figli. Egli lasciò ai suoi figli la conduzione effettiva dello Stato ritirandosi al forte di Ahmadabad, presso Diji. Qui prese una nuova moglie e si dedicò alla famiglia il che portò alla gelosia dei suoi nipoti, in particolare dei figli del suo secondogenito, Mubarak 'Ali.
La morte di Sohrab nel 1830 lasciò il figlio primogenito Mir Rustam 'Ali Khan, in controllo precario sull'alto Sind. La sua posizione era stata poco più di quella di un reggente durante il governo di suo padre e tale rimase sino alla maggior età del fratello minore, 'Ali Murad. Non volendo cedergli il potere, Rustam cercò di rafforzare la sua posizione entrando in relazione con i britannici nel 1832. Egli si vide riconosciuta dagli inglesi la sua posizione come regnante indipendente, ma dall'aprile del 1838 dovette cedere alla Gran Bretagna il controllo delle sue relazioni internazionali, ottenendo in quello stesso anno il pieno protettorato. Ad ogni modo questo fatto non lo salvò dalle dispute interne alla sua famiglia nelle quali gli inglesi inizialmente si rifiutarono di entrare ma poi decisero di prendere una posizione. Ad ogni modo, la contesa tra 'Ali Murad, il fratello minore ed i due figli di Mir Mubarak 'Ali, culminò con la vittoria di quest'ultimo. La pace venne finalmente ristabilita nel 1842 attraverso un negoziato che vide Rustam abdicare in favore del fratello minore.
Mir 'Ali Murad fu un governante dalla personalità forte e tributò poca fiducia agli inglesi per essersi già schierati con suo fratello nel 1832. Ad ogni modo, egli preferì cooperare con gli inglesi nell'interesse del suo paese, cercando di far prevalere il realismo e l'autocontrollo e impedendo che le sue personali inclinazioni prendessero il sopravvento. Onorò l'alleanza assistendo la Compagnia britannica delle Indie Orientali nella campagna del 1847, ma cospirò contro di essa nel 1851-1852. Accusato di frode e cospirazione, venne privato di gran parte dei suoi territori e lasciato con una piccola parte corrispondente all'emirato originale che includeva Khairpur e le terre circostanti. Malgrado questo crollo, egli continuò a cooperare fedelmente con gli inglesi durante gli ammutinamenti del 1857 cinque anni dopo, divenendo alla sua morte nel 1894 uno dei regnanti più onorati e rispettati dell'impero britannico.
Essendo 'Ali Murad premorto al padre, suo successore fu il secondogenito, Mir Faiz Muhammad Khan. Il suo regno e quello dei suoi figli e nipoti furono relativamente brevi e pieni di eventi. L'ultimo nipote morì nel 1935 lasciando un solo figlio, Mir Faiz Muhammad Khan II, che soffriva di problemi mentali e non era in grado di gestire autonomamente gli affari di stato. Il governo istituì un consiglio di reggenza sotto i ministri locali e ordinò al mir di non occuparsi degli affari dello Stato. Dopo un periodo di dodici anni, e poco prima del trasferimento dei poteri, egli abdicò in favore del figlio minore nel luglio del 1947. Lo Stato entrò a far parte del dominion del Pakistan nell'ottobre di quello stesso anno e poi unito alla provincia del Pakistan orientale nel 1955.

## Governanti
| Titolo  | Nome                                                      | Regno          |
| ------- | --------------------------------------------------------- | -------------- |
|         |                                                           |                |
| Mir میر | Sohrab Khan Talpur میر سہراب خان تالپور                   | 1783-1830 C.E. |
| Mir میر | Rustam Ali Khan Talpur میر رستم علی خان تالپور            | 1830-1842      |
| Mir میر | Ali Murad Khan Talpur میر علی مراد خان تالپور             | 1842 - 1894    |
| Mir میر | Faiz Muhammad Khan I Talpur میر فیض محمد خان تالپور       | 1894 - 1909    |
| Mir میر | Imam Bakhsh Khan Talpur میر امام بخش خان تالپور           | 1909 - 1921    |
| Mir میر | Ali Nawaz Khan Talpur میر علی نواز خان تالپور             | 1921 - 1935    |
| Mir میر | Faiz Muhammad Khan II Talpur میر فیض محمد خان تالپور      | 1935 - 1947    |
| Mir میر | George Ali Murad Khan Talpur میر جارج علی مراد خان تالپور | 1947–1955      |